# Hou Yuzhuo
Hou Yuzhuo (chiń. upr. 侯玉琢; pinyin Hóu Yùzhuó; ur. 14 listopada 1987 w Zhangjiakou) – chińska zawodniczka taekwondo, wicemistrzyni olimpijska, dwukrotna mistrzyni świata.
Srebrna medalistka igrzysk olimpijskich w Londynie w 2012 roku w kategorii do 57 kg. Dwukrotna mistrzyni świata (2009, 2011).
Jest wicemistrzynią Azji w 2010 roku oraz wicemistrzynią igrzysk azjatyckich w 2010 roku.